# Crise sanitaire

Taux d'infection de la population africaine par le SIDA en 1999 : la pandémie induit des répercussions économiques.

Les crises sanitaires sont des événements touchants réellement ou potentiellement un grand nombre de personnes, affectant la santé, et pouvant éventuellement augmenter le facteur significatif de mortalité ou surmortalité. Elles sont déclarées par l'État. Certaines d'entre elles peuvent également faire l'objet d'un scandale sanitaire, lorsque la confiance des consommateurs et des citoyens est en jeu.

## Typologie
Elles sont de plusieurs types :
- les épidémies ou pandémies importantes, qui touchent entre une dizaine de personnes (cas des crises très médiatisées qui touchent les pays développés. On classe parfois dans cette catégories des problèmes de type nosocomiaux, ou des crises principalement zoonotiques (ex. : fièvre aphteuse, crise de la vache folle), mais qui peuvent toucher l'Homme ;
- des crises liées à des médicaments ou vaccins contaminés ou pollués ;
- des crises liées à des évènements climatiques ou météorologiques (surmortalité induite par une canicule, suites d'un tsunami ou d'un tremblement de terre, d'une sécheresse ou d'inondation exceptionnelle) ;
- des crises induites par les conséquences d'un accident source de pollution de l'eau ou de l'air (ex. : retombées de l'accident de Tchernobyl en Biélorussie) ;
- certaines crises alimentaires touchant parfois des millions de personnes ;
- conséquences d'une exposition chronique à un contaminant dangereux à long terme (ex. : amiante).

Dans tous ces cas, les crises sanitaires peuvent avoir des coûts économiques, sociaux et politiques considérables.

## Réseaux de veille
Tandis que la mondialisation se dessinait et que la rapidité des transports aggravait le risque de crise à grande échelle, plusieurs réseaux de veille sanitaire se sont constitués aux échelles régionales et nationales (ex. : InVS, Afssa et Inserm en France), avec des épidémiologistes, des agences sanitaires, des réseaux de vétérinaires et de médecins.
Ces réseaux sont de plus en plus interconnectés et mondialisés, principalement autour de l'OMS et de l'OIE (car la plupart des maladies émergentes ont été et seront probablement des zoonoses).
L'OMS a d'ailleurs été créée pour qu'une pandémie telle que celle produite par la grippe espagnole ne se reproduise pas avec les mêmes effets (30 à 100 millions de morts selon les sources). Des « bulletins de veille » et des « alertes sanitaires » sont régulièrement publiés par les pays, l'Union européenne, l'EPA (aux États-Unis) ou les agences de l'ONU à échelle mondiale.

### En Europe
L'Union européenne fait annuellement un point sur les produits alimentaires à risques repérés (et parfois rejetés) en Europe. 2009 est l'année qui en a connu le plus, avec 3 274 alertes dont 557 pour « risques graves » (+ 12 % par rapport à 2008). Les services des douanes, des fraudes ou divers services de contrôle ont ainsi détecté des fruits de mer importés du Bangladesh contenant du nitrofurane (biocide cancérigène[réf. nécessaire]), des pâtes chinoises contenant des sels d'aluminium, des pêches égyptiennes ou de poivrons de Turquie traités au limacide oxamyl (« hautement toxique ») et un curry indien contenant une dose « extrêmement élevée » de triazophos (insecticide neurotoxique). C'est la Chine qui était à l'origine du plus grand nombre de « notifications d'alerte » (345), devant la Turquie (278), les États-Unis (237) et l'Inde (165).

## Exemples
- Annuelle : Grippe pandémique (250 000 à 500 000 décès par an)
- 1347-1352 : Peste noire (25 millions de victimes)
- 1901-1948 : Intoxication à la Céruse (ou peinture au plomb)
- 1918 : Grippe espagnole (environ 50 millions de victimes)
- 1949 - 2019 : Pollution au mercure de la baie de Minamata (Japon - plus de 10 000 victimes de malformation et de décès dus au mercure)
- 1950-1977 : Distilbène (provoque des malformations)
- 1967 : Maladie du Yusho (Japon)
- Années 1980 : Syndrome d'Immuno-Déficience Acquise ou SIDA (77,3 millions de victimes[2])
- 1983-1985 : Hormone de croissance • Somatotropine bovine (120 victimes)
- 1984-2002: Affaire du Sang contaminé
- 1984-2005: Catastrophe de Bhopal (Inde - 7 575 Victimes)
- Depuis 1986 : Catastrophe de Tchernobyl (900 000 victimes)
- 1993 : Affaire du Chrome Hexavalent (Etats-Unis)
- 1996-2017 : Crise de la vache folle (223 victimes)
- 1997 : Crise de l'isoméride (40 victimes)
- Depuis 1997 : Affaire de l'amiante (35 000 décès)
- 1999 : Poulets à la dioxine
- 2000 : Scandale du Clhordécone (toujours en cours)
- 2001, 2016 : Fièvre aphteuse (non mortel)
- Grippe aviaire et risque pandémique :
  - 1997 : H5N1
  - 2009 : H1N1
  - 2013 : H7N9
- 2003 : Syndrome respiratoire aigu sévère (SRAS)
- 2008 : Scandale du lait frelaté en Chine (94 000 victimes)
- 2010 : Affaire du Mediator (toujours en cours)
- 2011 : Affaire de la Dépakine
- 2011 : Crise de Fukushima
- 2013-2016 : Épidémie de maladie à virus Ebola en Afrique de l'Ouest[3],[4] (20 000 victimes)
- 2013 : Fraude à la viande de cheval
- 2015 : Épidémie de fièvre Zika en Amérique[5].
- 2017 : Lait infantile contaminé aux salmonelles
- Depuis fin 2019 : Pandémie de Covid-19 (SRAS-CoV-2)
- 2022 : hépatite aigüe infantile[6],[7].
- 2022 : épidémie de variole du singe de 2022
- 2022 : Contamination des pizzas Fraich'Up à la bactérie Escherichia coli

- 2024: Famine dans la bande de Gaza[8],[9],[10]